# Dmitrowo (Kaliningrad)
Dmitrowo (russisch Дмитрово; deutsch Eymenischken-Wassaken, 1938 bis 1945: Stutbruch; litauisch Eimeniškiai oder Vasokai) ist ein verlassener Ort im Rajon Krasnosnamensk der russischen Oblast Kaliningrad.
Die Ortsstelle befindet sich zwei Kilometer südwestlich von Schelesnodoroschnoje (Karczarningken/Blumenfeld).
In der Nähe gab es im Kreis Pillkallen noch einen weiteren Ort, der Eymenischken genannt wurde: Eymenischken-Baltadonen, das ab 1928 Teil von Heinrichsfelde war, sowie den Ort Eymenischken, 1938 bis 1945: Eimental, im Kreis Stallupönen.

## Geschichte

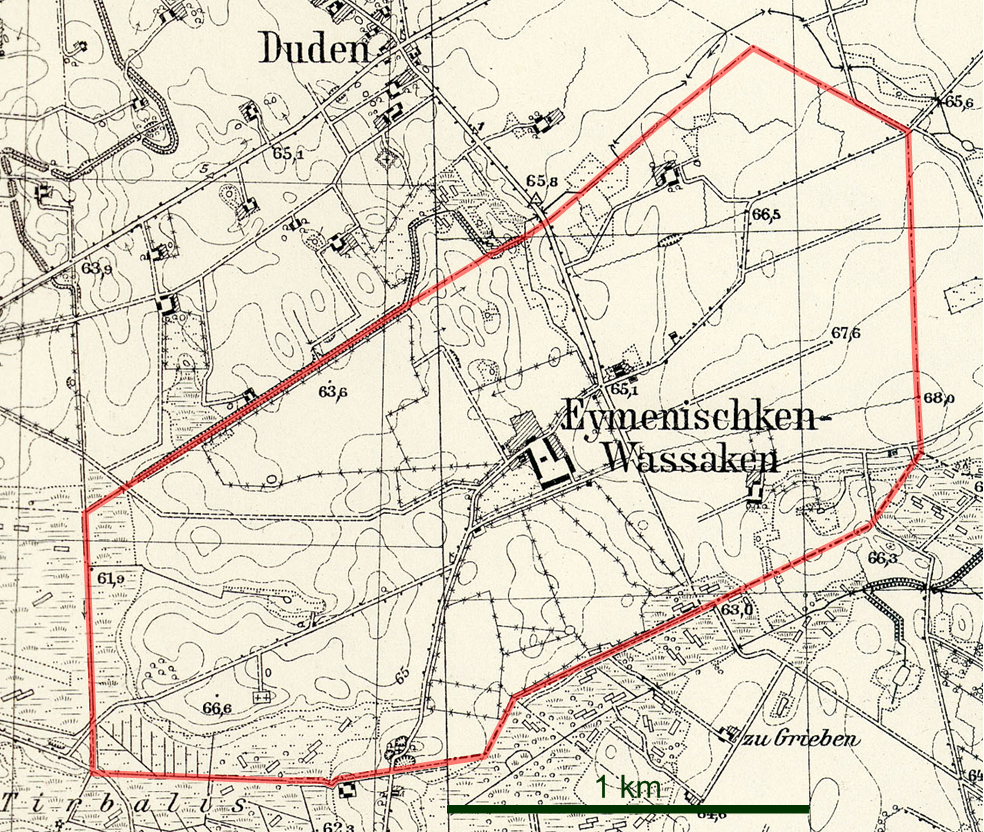
Die Gemeinde Eymenischken-Wassaken auf einem Messtischblatt von 1933

„Eyminischke“ wurde 1539 zuerst erwähnt. In der Folge wurde der Ort auch Wassacken genannt. Um 1780 wurde Eimenischken bzw. Wassacken als meliertes Dorf bezeichnet. 1874 kam die Landgemeinde Eymenischken-Wassaken in den neu gebildeten Amtsbezirk Henskischken im Kreis Pillkallen. Bei dieser Gelegenheit wurden die beiden vorher verwendeten Ortsnamen zu einem Doppelnamen zusammengefasst, um eine Unterscheidung zu dem ebenfalls im Kreis Pillkallen befindlichen Ort Eymenischken zu haben, der den Alternativnamen Baltadonen hatte und entsprechend zu Eymenischken-Baltadonen wurde. 1938 wurde Eymenischken-Wassaken in Stutbruch umbenannt.
1945 kam der Ort in Folge des Zweiten Weltkrieges zur Sowjetunion. 1950 erhielt er den russischen Namen Dmitrowo und wurde dem Dorfsowjet Dobrowolski selski Sowet im Rajon Krasnosnamensk zugeordnet. Dmitrowo wurde vor 1975 aus dem Ortsregister gestrichen.

### Einwohnerentwicklung
| Jahr | Einwohner |
| ---- | --------- |
| 1867 | 97        |
| 1871 | 94        |
| 1885 | 106       |
| 1905 | 112       |
| 1910 | 106       |
| 1933 | 85        |
| 1939 | 74        |

## Kirche
Eymenischken-Wassaken/Stutbruch gehörte zum evangelischen Kirchspiel Kussen.